# 琉球の摂政
琉球王国における摂政（しっしー、せっせい）は、琉球王国の王府における官職の一つである。国相や王相、諸司代とも称した。天皇の摂政とは異なり、三司官の上に立つ琉球で最高位の官職であり、国家の政治を行う（「聴邦政」）のが任務であった。

## 歴史
史書では義本王代に英祖が任命されたのを最初としている。のちの第一尚氏王統では、程復や王茂、懐機といった中国人がこの職に就いた。第二尚氏王統では、6代尚永王の代までは任官が知られず、7代尚寧王の代に、具志頭王子や菊隠、佐敷王子が任官されている。
金武王子朝貞の以降、常設するようになるがが、実際的な政務は三司官が執っており、したがって形式化したとも見なされる。ただし向象賢・羽地按司朝秀のように積極的に実務に関わり、政治改革を推し進めた者もいる。基本的に王族である王子・按司位の者から選ばれ、按司の者が就任する場合は、摂政就任に伴い位階も陞り、王子位となった。